# 48e cérémonie des NAACP Image Awards
La 48e cérémonie des NAACP Image Awards, organisée par National Association for the Advancement of Colored People, a eu lieu le 11 février 2017 et récompensera chaque année depuis 1967 les meilleurs films, musiques, livres, émissions et les meilleurs professionnels de la communauté afro-américaine pendant l'année 2016.

## Palmarès
Les lauréats sont indiqués ci-dessous dans chaque catégorie et en caractères gras.

### Cinéma
Meilleur film (Outstanding Motion Picture)
★Les Figures de l'ombre
- The Birth of a Nation
- Fences
- Loving
- Moonlight

Meilleur film indépendant (Outstanding Independent Motion Picture)
★Moonlight
- The Birth of a Nation
- Lion
- Loving
- Miles Ahead

Meilleur réalisateur dans un film (Outstanding Directing in a Motion Picture)
★Barry Jenkins – Moonlight
- Nate Parker – The Birth of a Nation
- Anthony et Joe Russo – Captain America: Civil War
- Garth Davis – Lion
- Mira Nair – Queen of Katwe

Meilleur scénariste dans un film (Outstanding Writing in a Motion Picture)
★Barry Jenkins – Moonlight
- Adam Mansbach – Barry
- Nate Parker – The Birth of a Nation
- Jeff Nichols – Loving
- Richard Tanne – First Date

Meilleure actrice dans un film (Outstanding Actress in a Motion Picture)
★Taraji P. Henson – Les Figures de l'ombre
- Angela Bassett – La Chute de Londres
- Madina Nalwanga – Queen of Katwe
- Ruth Negga – Loving
- Tika Sumpter – First Date

Meilleur acteur dans un film (Outstanding Actor in a Motion Picture)
★Denzel Washington – Fences
- Don Cheadle – Miles Ahead
- Stephan James – La Couleur de la victoire
- Nate Parker – The Birth of a Nation
- Will Smith – Beauté cachée

Meilleur second rôle féminin dans un film (Outstanding Supporting Actress in a Motion Picture)
★Viola Davis – Fences
- Aja Naomi King – The Birth of a Nation
- Mo’Nique – Almost Christmas
- Lupita Nyong'o – Queen of Katwe
- Octavia Spencer – Les Figures de l'ombre

Meilleur second rôle masculin dans un film (Outstanding Supporting Actor in a Motion Picture)
★Mahershala Ali – Moonlight
- Chadwick Boseman – Captain America: Civil War
- Alano Miller – Loving
- David Oyelowo – Queen of Katwe
- Trevante Rhodes – Moonlight

Meilleur doublage (Outstanding Character Voice-Over Performance) – (Television or Film)
★Idris Elba – Le Livre de la jungle
- Loretta Devine – Docteur La Peluche
- Idris Elba – Le Monde de Dory
- Kevin Hart – Comme des bêtes
- Dwayne Johnson – Vaiana : La Légende du bout du monde

### Télévision
Meilleure performance pour un enfants dans un programme (Outstanding Performance in a Youth/Children's Series or Special)
★Marsai Martin – Black-ish
- Emyyri Crutchfield – Racines
- Hudson Yang – Bienvenue chez les Huang
- Lonnie Chavis – This Is Us
- Miles Brown – Black-ish

#### Dramatique
Meilleure série dramatique (Outstanding Drama Series)
★Queen Sugar
- Empire
- Power
- This Is Us
- Underground

Meilleure actrice dans une série dramatique (Outstanding Actress in a Drama Series)
★Taraji P. Henson – Empire
- Viola Davis – How to Get Away with Murder
- Jurnee Smollett-Bell – Underground
- Kerry Washington – Scandal
- Rutina Wesley – Queen Sugar

Meilleur acteur dans une série dramatique (Outstanding Actor in a Drama Series)
★Sterling K. Brown – This Is Us
- Mike Colter – Marvel's Luke Cage
- Omari Hardwick – Power
- Terrence Howard – Empire
- Kofi Siriboe – Queen Sugar

Meilleur second rôle féminin dans une série dramatique (Outstanding Supporting Actress in a Drama Series)
★Naturi Naughton – Power
- CCH Pounder – NCIS : Nouvelle-Orléans
- Cicely Tyson – How to Get Away with Murder
- Lynn Whitfield – Greenleaf
- Amirah Vann – Underground

Meilleur second rôle masculin dans une série dramatique (Outstanding Supporting Actor in a Drama Series)
★Jussie Smollett – Empire
- Trai Byers – Empire
- Alfred Enoch – How to Get Away with Murder
- Joe Morton – Scandal
- Jesse Williams – Grey's Anatomy

Meilleur réalisateur pour une série dramatique (Outstanding Director in a Drama Series)
★John Singleton – People v. O. J. Simpson: American Crime Story – "The Race Card"
- Millicent Shelton – Empire – The Lyon Who Cried Wolf"
- Sam Esmail – Mr. Robot – "eps2.5_h4ndshake.sme"
- Paris Barclay – Pitch – "Pilot"
- Anthony Hemingway – Underground – "The Macon 7"

Meilleur scénariste pour une série dramatique (Outstanding Writer in a Drama Series)
★Ava DuVernay – Queen Sugar – "First Things First"
- Akela Cooper – Marvel's Luke Cage – "Manifest"
- Anthony Sparks – Queen Sugar – "By Any Chance"
- Joe Robert Cole – The People v. O. J. Simpson: American Crime Story – "The Race Card"
- LaToya Morgan – Turn: Washington's Spies – "Benediction"

#### Comique
Meilleure série comique (Outstanding Comedy Series)
★Black-ish
- Atlanta
- The Carmichael Show
- Insecure
- Survivor's Remorse

Meilleure actrice dans une série comique (Outstanding Actress in a Comedy Series)
★Tracee Ellis Ross – Black-ish
- Uzo Aduba – Orange is the New Black
- Niecy Nash – The Soul Man
- Issa Rae – Insecure
- Keesha Sharp – L'Arme fatale

Meilleur acteur dans une série comique (Outstanding Actor in a Comedy Series)
★Anthony Anderson – Black-ish
- Don Cheadle – House of Lies
- Donald Glover – Atlanta
- Kevin Hart – Real Husbands of Hollywood
- Dwayne Johnson – Ballers

Meilleur second rôle féminin dans une série comique (Outstanding Supporting Actress in a Comedy Series)
★Tichina Arnold – Survivor's Remorse
- Erica Ash – Survivor's Remorse
- Laverne Cox – Orange Is the New Black
- Marsai Martin – Black-ish
- Yvonne Orji – Insecure

Meilleur second rôle masculin dans une série comique (Outstanding Supporting Actor in a Comedy Series)
★Laurence Fishburne – Black-ish
- Miles Brown – Black-ish
- Tituss Burgess – Unbreakable Kimmy Schmidt
- Deon Cole – Black-ish
- David Alan Grier – The Carmichael Show

Meilleur réalisateur pour une série comique (Outstanding Director in a Comedy Series)
★Donald Glover – Atlanta – "Value"
- Anton Cropper – Black-ish – "God"
- Anton Cropper – Black-ish – "Good-ish Times"
- Melina Matsoukas – Insecure – "Insecure as F**k"
- Marta Cunningham – Transparent – "Exciting and New"

Meilleur scénariste pour une série comique (Outstanding Writer in a Comedy Series)
★Kenya Barris (en) – Black-ish – "Hope"
- Donald Glover – Atlanta – "B.A.N."
- Issa Rae et Larry Wilmore – Insecure – "Insecure as F**k"
- Prentice Penny – Insecure– "Real as F**k"
- Our Lady J – Transparent – "If I Were a Bell"

#### Téléfilm et mini-série
Meilleur téléfilm ou mini-série (Outstanding Television Movie, Limited-Series or Dramatic Special)
★People v. O. J. Simpson: American Crime Story
- American Crime
- Confirmation
- The Night Of
- Racines

Meilleure actrice dans un téléfilm ou une mini-série (Outstanding Actress in a Television Movie, Mini-Series or Dramatic Special)
★Regina King – American Crime
- Emayatzy Corinealdi – Racines
- Audra McDonald – Lady Day at Emerson's Bar and Grill
- Anika Noni Rose – Racines
- Kerry Washington – Confirmation

Meilleur acteur dans un téléfilm ou une mini-série (Outstanding Actor in a Television Movie, Mini-Series or Dramatic Special)
★Courtney B. Vance – People v. O. J. Simpson: American Crime Story
- Sterling K. Brown – People v. O. J. Simpson: American Crime Story
- Cuba Gooding Jr. – People v. O. J. Simpson: American Crime Story
- Malachi Kirby – Racines
- Jeffrey Wright – Confirmation

Meilleur réalisateur dans un téléfilm ou une mini-série (Outstanding Director in a Motion Picture - Television)
★Rick Famuyiwa – Confirmation
- Carl Seaton – Bad Dad Rehab
- Mario Van Peebles – Racines (Night 2)
- Thomas Carter – Racines (Night 3)
- Vondie Curtis-Hall – Toni Braxton: Unbreak My Heart

Meilleur scénariste dans un téléfilm ou une mini-série (Outstanding Writer in a Motion Picture - Television)
★Charles Murray – Racines (Night 3)
- Alison McDonald – An American Girl Story - Melody 1963: Love Has to Win
- Rashida Jones et Mike Schur – Black Mirror ("Nosedive")
- Rhonda Freeman-Baraka – Merry Christmas, Baby!
- Alison McDonald – Racines (Night 2)

#### Emission de télé-réalité/compétition
Meilleure émission d'informations (Outstanding News, Talk or Information - Series or Special)
★Steve Harvey
- The Real
- Super Soul Sunday
- The Talk
- The View

Meilleure émission de variétés (Outstanding Variety - Series or Special)
★2016 Black Girls Rock
- Celebrity Family Feud
- The Essence Black Women in Hollywood Awards 2016
- Lemonade
- Lip Sync Battle

Meilleur programme de télé-réalité/compétition (Outstanding Reality Program/Reality Competition Series)
★Iyanla: Fix My Life
- Little Big Shots
- Mary Mary
- United Shades of America
- The Voice

Meilleur programme pour enfants (Outstanding Children's Program)
★An American Girl Story - Melody 1963: Love Has to Win
- All In with Cam Newton
- Docteur La Peluche
- Agent K.C.
- La Garde du Roi lion

Meilleur programme d'information (Outstanding News / Information) - (Series or Special)
★BET Presents: Love And Happiness: An Obama Celebration
- AM Joy with Joy Reid
- StarTalk with Neil deGrasse Tyson
- Stay Woke
- Unsung: Sugarhill Gang

Meilleur présentateur (Outstanding Host in a Talk, Reality, News/ Information or Variety) - (Series or Special)
★Roland S. Martin – NewsOne Now with Roland S. Martin (TV One)
- Anthony Anderson et Tracee Ellis Ross – BET Awards 2016
- W. Kamau Bell – United Shades of America
- Steve Harvey – Steve Harvey
- Joy Reid – AM Joy with Joy Reid

#### Documentaire
Meilleur documentaire (Outstanding Documentary) – (film)
★Le 13e
- I Am Not Your Negro
- Maya Angelou: And Still I Rise
- Miss Sharon Jones!
- Olympic Pride, American Prejudice

Meilleur documentaire (Outstanding Documentary) – (Television)
★Roots: A New Vision
- Major League Legends: Hank Aaron
- Policing the Police
- Roots: A History Revealed
- Streets of Compton

### Musique
Meilleur nouvel artiste (Outstanding New Artist)
★Chance the Rapper
- Ro James
- MAJOR.
- Serayah
- Chloe x Halle

Meilleure artiste féminine (Outstanding Female Artist)
★Beyoncé
- Fantasia
- Alicia Keys
- K. Michelle
- Solange Knowles

Meilleur artiste masculin (Outstanding Male Artist)
★Maxwell
- Chance the Rapper
- Kendrick Lamar
- Bruno Mars
- Anthony Hamilton

Meilleur duo ou groupe (Outstanding Duo or Group)
★Beyoncé feat. Kendrick Lamar – "Freedom"
- Alicia Keys feat. ASAP Rocky – "Blended Family (What You Do for Love)"
- Solange feat. Lil Wayne – "Mad"
- Robert Glasper et Miles Davis – "Everything's Beautiful"
- Sounds of Blackness feat. HSRA (High School for Recording Arts) – "Royalty"

Meilleur album de jazz (Outstanding Jazz Album)
★Edward Simon – Latin American Songbook
- Leslie Odom Jr. – Leslie Odom Jr.
- Branford Marsalis Quartet et Kurt Elling – Upward Spiral
- Robert Glasper et Miles Davis – Everything's Beautiful
- Erroll Garner – Ready Take One

Meilleur album de gospel (Outstanding Gospel Album)
★Tamela Mann – One Way
- Donnie McClurkin – The Journey (live)
- Myron Butler – Myron Butler & Levi On Purpose
- Livre – Jericho: Tribe of Joshua
- Fred Hammond – Worship Journal Live

Meilleur clip vidéo (Outstanding Music Video)
★Beyoncé – "Formation"
- Johnny Gill feat. New Edition – "This One's for Me and You"
- Bruno Mars – "24K Magic"
- Solange – "Cranes in the Sky"
- Alicia Keys – "In Common"

Meilleure chanson Contemporaine (Outstanding Song, Contemporary)
★Beyoncé feat. Kendrick Lamar – "Freedom"
- Common feat. Bilal – "Letter to the Free"
- Sounds of Blackness feat. HSRA (High School for Recording Arts) – "Royalty"
- Bruno Mars – "24K Magic"
- Beyoncé – "Formation"

Meilleure chanson Traditionnel (Outstanding Song, Traditional)
★Kim Burrell et Pharrell Williams – "I See Victory"
- Solange – "Cranes in the Sky"
- Anthony Hamilton – "Amen"
- Tamela Mann – "God Provides"
- Maxwell – "Lake by the Ocean"

Meilleur album (Outstanding Album)
★Beyoncé – Lemonade
- Solange – A Seat at the Table
- Kendrick Lamar – Untitled Unmastered
- Chance the Rapper – Coloring Book
- Anthony Hamilton – What I'm Feelin'

### Littérature
Meilleure œuvre littéraire de fiction (Outstanding Literary Work, Fiction)
★Bernice L. McFadden – The Book of Harlan
- Jacqueline Woodson – Another Brooklyn
- Lawrence Hill – The Illegal
- Yvvette Edwards – The Mother
- Colson Whitehead – The Underground Railroad: A Novel

Meilleure œuvre littéraire, hors fiction (Outstanding Literary Work, Nonfiction)
★Margot Lee Shetterly – Hidden Figures
- Eddie S. Glaude Jr. – Democracy in Black: How Race Still Enslaves the American Soul
- Angela Y. Davis – Freedom is a Constant Struggle
- Ibram X. Kendi – Stamped from the Beginning: The Definitive History of Racist Ideas in America
- Kareem Abdul-Jabbar et Raymond Obstfeld – Writings on the Wall: Searching for a New Equality Beyond Black and White

Meilleure œuvre littéraire pour une biographie ou autobiographie (Outstanding Literary Work, Biography/Autobiography)
★Trevor Noah – Born a Crime: Stories from a South African Childhood
- Taraji P. Henson – Around the Way Girl: A Memoir
- Nathaniel Jones – Answering the Call: An Autobiography of the Modern Struggle to End Racial Discrimination in America
- Mychal Denzel Smith – Invisible Man, Got the Whole World Watching, A Young Black Man's Education
- Herb Powell et Maurice White – My Life with Earth, Wind & Fire

Meilleure première œuvre littéraire (Outstanding Literary Work, Debut Author)
★Trevor Noah – Born A Crime: Stories from a South African Childhood
- Lisa Fenn – Carry On
- Nicole Gonzalez Van Cleve Crook County: Racism and Injustice in America's Largest Criminal Court
- Natashia Deón – Grace: A Novel
- Cory Booker – United: Thoughts on Finding Common Ground and Advancing the Common Good

Meilleure œuvre littéraire de poésie (Outstanding Literary Work, Poetry)
★Rita Dove – Collected Poems: 1974 – 2004
- Clint Smith – Counting Descent
- Jamaal May – The Big Book of Exit Strategies
- Joshua Bennett – The Sobbing School
- Phillip B. Williams – Thief in the Interior

Meilleure œuvre littéraire d'enseignement (Outstanding Literary Work, Instructional)
★Daymond John et Daniel Paisner – The Power of Broke: How Empty Pockets, a Tight Budget, and a Hunger for Success Can Become Your Greatest Competitive Advantage
- JJ Smith – Green Smoothies for Life
- L.A. Reid – LA Reid Sing to Me: My Story of Making Music, Finding Magic, and Searching for Who's Next
- Joy M. Scott-Carrol et Anthony Sparks – Running the Long Race in Gifted Education: Narratives and Interviews from Culturally Diverse Gifted Adults
- Dalai Lama, Desmond Tutu, et Douglas Abrams – The Book of Joy: Lasting Happiness in a Changing World

Meilleure œuvre littéraire pour enfants (Outstanding Literary Work, Children's)
★Andrea Davis Pinkney – A Poem for Peter: The Story of Ezra Jack Keats and the Creation of The Snowy Day
- Karissa Culbreath – Daddy's Little Girl
- Javaka Steptoe – Radiant Child: The Story of Young Artist Jean-Michel Basquiat
- Nikkolas Smith – The Golden Girls Of Rio
- Gwendolyn Hooks – Tiny Stitches: The Life of Medical Pioneer Vivien Thomas

Meilleure œuvre littéraire pour adolescents (Outstanding Literary Work, Youth/Teens)
★Jason Reynolds – As Brave As You
- Christine Kendall – Riding Chance
- Holly Robinson Peete, Ryan Elizabeth Peete, et RJ Peete - Same But Different: Teen Life on the Autism Express
- Sharon Robinson – The Hero Two Doors Down: Based on the True Story of Friendship Between a Boy and a Baseball Legend
- Olugbemisola Rhuday-Perkovich et Audrey Vernick – Two Naomis

## Spéciales

### Prix du président(President's Award)
★Lonnie Bunch

### Artiste de l'année(Entertainer of the Year)
★Dwayne Johnson
- Regina King
- Viola Davis
- Beyoncé
- Chance the Rapper